# Guyenne
Ne doit pas être confondu avec la Guyonne, la Guyane ou le Guyana.
Pour les articles homonymes, voir La Guienne et Guyenne (Québec).
1453–1790
Entités précédentes :
- Duché de Guyenne

Entités suivantes :
- Département de l'Aveyron
- Dordogne
- Gironde
- Lot
- Lot-et-Garonne

La Guyenne (/ɡɥi.jɛn/), en occitan : Guiana [giˈja.nɔ]) est une ancienne province, située dans le sud-ouest de la France. Ses limites ont fluctué au cours de l'histoire sur une partie des territoires des régions françaises Nouvelle-Aquitaine et Occitanie.
Portant le titre de duché, la Guyenne avait pour capitale Bordeaux. Son nom est apparu au XIIIe siècle en remplacement du terme d'« Aquitaine ». Sous l'Ancien régime, la Guyenne était l'une des plus grandes provinces de France et regroupait divers pays et provinces plus petits comme le Périgord, l'Agenais, le Quercy et le Rouergue. Le terme de « Guyenne propre » correspondait à la région de Bordeaux, pays gascon également appelé Bordelais.
La Guyenne était couramment associée à la Gascogne dont la capitale était Auch et qui regroupait notamment l'Armagnac, la Bigorre, le Labourd, la Soule et le Comminges. Guyenne et Gascogne partageaient ainsi le même gouvernement général militaire.

## Étymologie

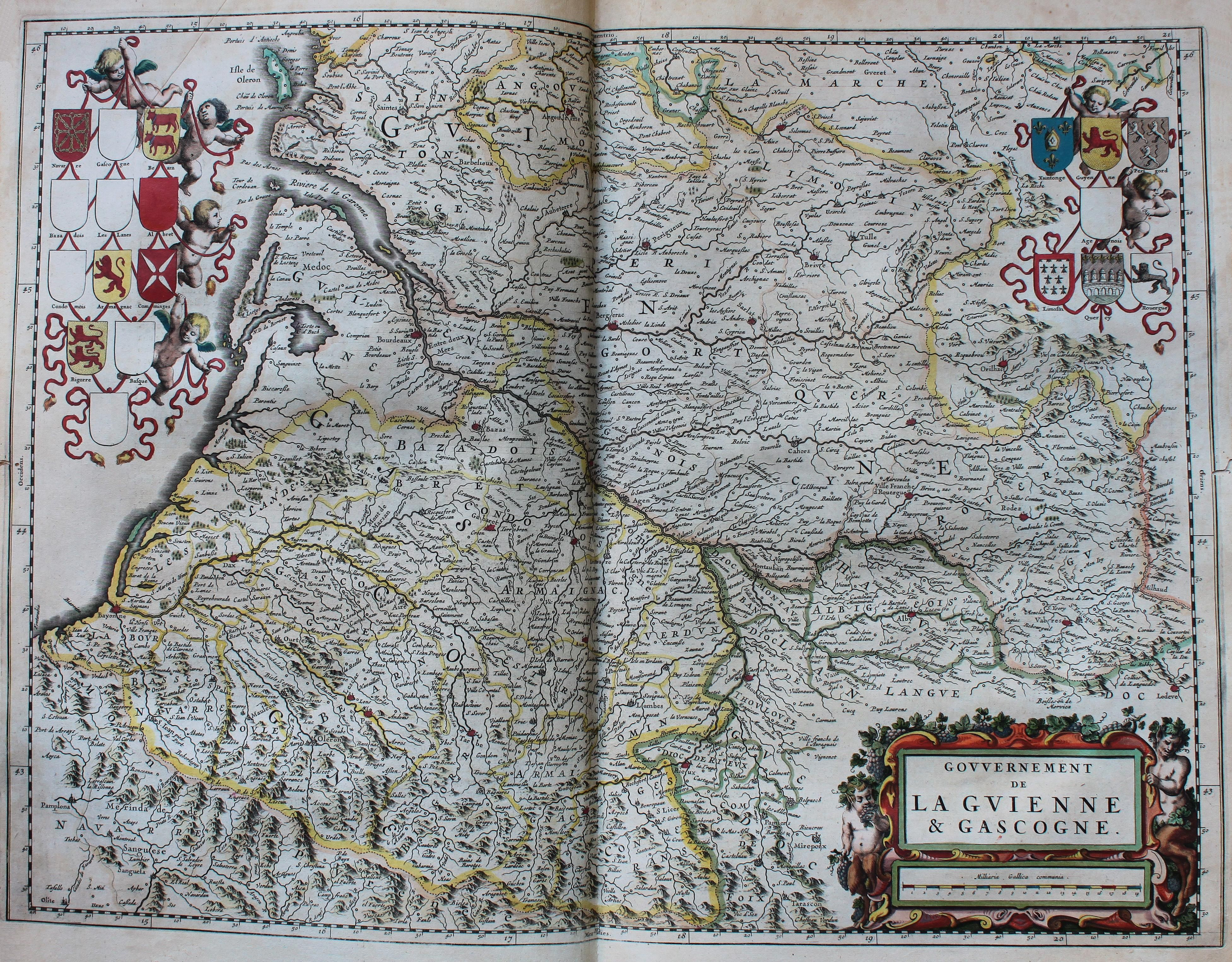
Carte de Guyenne et Gascogne.

Le nom de « Guyenne » vient du mot latin Aquitania, utilisé par Jules César pour désigner la partie de la Gaule située entre la Garonne et les Pyrénées. Mais la province romaine d'Aquitaine, instituée  un peu plus tard par Auguste, s'étend de la Loire aux Pyrénées. Il s'agit d'un mot d'origine préceltique dont l'étymologie est controversée.
L'évolution phonétique de Aquitania est la suivante : 
- Aquitania > *Aguidaina (forme non attestée ; lénitions du [k] et du [t] intervocaliques > [g] / [d]) ;
- Aguidaina > (en ancien gascon) Aguiaina (forme attestée aux XIIe et XIIIe siècles) après amuïssement du [d] ;
- Aguiaina > (en moyen français) Aguienne[réf. nécessaire], soit, avec l'article défini, l'Aguienne ;
- l'Aguienne > la Guienne (le [a] initial subissant un phénomène de déglutination, d'où apparition de l'article défini la et d'un mot nouveau Guienne)[Quand ?].

L'évolution est parallèle en gascon, où Aguiaina devient Guiana.
La forme française actuelle « Guyenne » apparaît pour la première fois en 1259 dans un traité entre Louis IX et Henri III d'Angleterre.
Les mot « Guyenne » et Guiana, formes populaires des mots « Aquitaine » et Aquitania, sont les plus couramment utilisées par les autochtones du XIIIe au XVIIIe siècle, « Aquitaine » apparaissant comme un mot archaïsant et savant.

## Langue
La principale langue vernaculaire de la Guyenne est l'occitan sous trois formes dialectales : gascon (Bordelais, Bazadais et partie ouest de l'Agenais), languedocien (partie est de l'Agenais, Bergeracois, Sarladais, Quercy et Rouergue) et limousin (majeure partie du Périgord). En revanche, le Blayais et les enclaves du Verdon et de Monségur sont de langue et de culture saintongeaises (langue d'oïl).
La Guyenne girondine (ou Petite Guyenne) correspond au Bordelais et à l'Entre-deux-Mers, linguistiquement gascons. C'est à cette Guyenne girondine que se réfèrent les dénominations Sauveterre-de-Guyenne, Miramont-de-Guyenne et Lévignac-de-Guyenne.
Le sud-ouest du Cantal jusqu'à la Bertrande (val de la Cère) et le coin sud-est de la Corrèze prolongent la Guyenne, dans ses limites du XVIIIe siècle.

## Héraldique
Les armes de l'ancienne province de Guyenne se blasonnent ainsi : de gueules (fond rouge) à un léopard (un lion qui a la tête de face) d'or (jaune), armé (avec les griffes) et lampassé (et la langue) d'azur (bleues).

## La Guyenne dans l'Histoire

La Guyenne fait fréquemment référence aujourd'hui au duché héréditaire de la couronne d'Angleterre issu du traité de Brétigny (1360).

L'histoire ancienne de la Guyenne se confond avec l'histoire de l'Aquitaine. Pendant l'union anglo-gasconne, les limites du duché de Guyenne varièrent suivant les traités de paix passés entre les rois d'Angleterre et les rois de France, puis les vicissitudes de la guerre de Cent Ans. Par la suite, la province ou gouvernement de Guyenne fut la plus grande des provinces du royaume de France puisqu'elle comprenait aux XVIe et XVIIe siècles le Bordelais, le Bazadais, le Limousin, le Périgord, le Quercy, le Rouergue, l'Agenais, la Saintonge, l'Angoumois et la Gascogne, laissant de côté le Béarn et la Basse-Navarre.
Il faut attendre le milieu du XVIIe siècle pour voir distinguée la Gascogne de la Guyenne, alors qu'auparavant la Gascogne était toujours considérée comme une partie de la Guyenne. Dès lors, la Guyenne proprement dite fut considérée comme étant composée du Bordelais, du Périgord, de la Saintonge, du Limousin, du Quercy et du Rouergue, le reste du gouvernement étant considéré comme étant la Gascogne. Par la suite, la Saintonge et le Limousin furent détachés de ce gouvernement pour en faire des gouvernements séparés donnant au gouvernement de Guyenne et Gascogne la physionomie qu'il avait en 1789.

### Le duché de Guyenne
Le nom de duché de Guyenne fut donné au duché d'Aquitaine lorsqu'il fut amoindri par les conquêtes des souverains français. Ce nom apparaît pour la première fois dans le traité de Paris, conclu le 12 avril 1229 entre Saint Louis et Raymond VII comte de Toulouse, qui cédait la plus grande partie du Languedoc à la France et mettait fin au conflit albigeois.
Possession des Plantagenêt de 1188 à 1453, la Guyenne est le théâtre de la guerre de Guyenne (1294-1297) puis de la guerre de Cent Ans. À la Saint-Michel (29 septembre) 1345, le roi d'Angleterre, Édouard III, envoie des renforts de troupes en Guyenne. Le roi de France, Philippe VI de Valois, croyant à un débarquement imminent d'Édouard III dans la région, dépêche en mars 1346 une forte armée vers Toulouse sous les ordres de son fils Jean, duc de Normandie, qui met le siège devant le château d'Aiguillon, au confluent de la Garonne et du Lot, qui commandait l'ouverture sur la Guyenne.
C'est en réponse à la saisie de la Guyenne prononcée par Philippe VI, qu'en octobre 1337, le roi d'Angleterre en réponse « défie » celui « qui se dit roi de France », et en tant que duc de Guyenne et comte de Ponthieu, rompt son lien de vassalité. Le duché est finalement réuni au domaine du roi de France après la bataille de Castillon, qui mit fin à la guerre de Cent Ans. Donné en apanage à son frère Charles de Valois par Louis XI en 1469, il revint définitivement à la couronne française à la mort de celui-ci en 1472.

### La province de Guyenne

La province de Guyenne dans ses limites du XVIIIe siècle et les communes et départements actuels. Les différents pays qui la composent sont délimités en pointillés.

En 1461, la province est érigée en gouvernement de Guyenne avec pour siège Bordeaux et premier gouverneur Jean de Lescun. C'est alors le gouvernement militaire le plus vaste de France (6 744 500 hectares — Béarn et Pays basque non compris — soit environ 1/8 de tout le pays) : il s'étend vers le sud jusqu'à l'Espagne ; ses limites au nord et à l'est sont constituées par la Saintonge, l'Angoumois, le Limousin, le Quercy et le Rouergue. La province de Guyenne rassemblait le Bordelais ou « Petite Guyenne », la partie septentrionale du Bazadais, le Périgord, la Saintonge, l'Angoumois, le Limousin, l'Agenais, le Condomois, le Quercy et le Rouergue.
Lors de la création des généralités, la première généralité de Bordeaux est créée en 1523. Elle perdit successivement des pays et élections avec la création de la généralité de Montauban (Quercy et Rouergue ou Haute-Guyenne) en 1655 et de la généralité d'Auch en 1716 (la Gascogne, qui comprenait presque tout le territoire situé entre la Garonne et son estuaire, et la ligne de crête des Pyrénées, notamment l'Armagnac, les Landes de Gascogne et le Marsan).
En 1790, la province de Guyenne est divisée en cinq départements à peu près complets : Gironde, Dordogne, Lot-et-Garonne, Lot et Aveyron. À ceux-ci s'ajoutera le Tarn-et-Garonne, créé en 1808, et pour lequel la Guyenne contribuera pour les trois-quarts. Ce morcellement achèvera de détruire les derniers liens qui réunissaient la Basse-Guyenne, la Haute-Guyenne et la Gascogne.

## La Guyenne contemporaine
Aujourd'hui, le terme de Guyenne n'a plus de réalité ni administrative, ni politique. Seul le canton du Haut Agenais Périgord (Haut-Agenais), à la recherche d'une identité, a tenté d'exploiter le capital historique « Guyenne » en promouvant le « Pays de Guyenne » dans la partie Lot-et-Garonne de la vallée du Dropt. Cependant, cette acception est aujourd'hui détrônée par « Pays du Dropt », terme à vocation plus touristique.
Le terme de Guyenne survit par ailleurs : dans des raisons sociales : Guyenne et Gascogne (grande distribution - partenaire de Carrefour), Nouvelle Guyenne (réseau de villes de Guyenne) ou dans des dénominations d'associations, des clubs, etc. : ligue de Guyenne (tennis), comité de Guyenne (bridge), trophée de Guyenne (motocross). Le terme a sporadiquement été employé dans les dénominations du concours Miss Aquitaine.